# Milan Pančevski
Milan Pančevski (n. 16 mai 1935, Debar, Opština Debar⁠(d), Macedonia de Nord – d. 9 ianuarie 2019, Skopje, Macedonia de Nord) a fost un om politic macedonean care a deținut funcția de ultim președinte al Ligii Comuniștilor din Iugoslavia între 1989 și 1990, când partidul a încetat sa mai existe. 

## Biografie
Milan Pancevski s-a născut pe 16 mai 1935 la Debra. A urmat studiile la Universitatea de Științe Politice din Belgrad iar în 1957 a devenit membru al Ligii Comuniștilor din Iugoslavia.
A fost director al comunității de apă, președinte al comitetului municipal al Tineretului Național, președinte al Comitetului Municipal al Uniunii Socialiste a Muncitorilor din Macedonia (SSRN), secretar politic al Comitetului Municipal al Uniunii Comuniștilor din Macedonia din Debar și membru al Comitetului Executiv al Conferinței Republicane a SSRN a Macedoniei.
La cel de-al patrulea Congres al Ligii Comuniștilor din Macedoniei (SKM), a fost ales ca membru al Comisiei de Revizie a SKM. A fost membru al Consiliului organizațional-politic al Adunării Federale. În anii 1980, a fost membru al președinției Uniunii Comuniștilor din Iugoslavia.
A fost președintele Președinției Comitetului Central al Uniunii Comuniștilor din Macedonia începând cu 5 mai 1984 până în iunie 1986. Începând cu 17 mai 1989 și până la 17 mai 1990 a fost ultimul președinte al Președinției Comitetului Central al Ligii Comuniștilor din Iugoslavia.
După independența Macedoniei, Pancevski a devenit membru al Uniunii Social Democrate din Macedonia.
La 9 ianuarie 2019 a murit la Skopje.